# Copa del Presidente de la República de Fútbol 1935
La Copa del Presidente de la República de Fútbol 1935 fue la trigésimo tercera edición en el palmarés del Campeonato de España de este deporte. 
Por primera vez la victoria fue para el Sevilla FC y también por primera vez el título se marchaba lejos de sus feudos habituales del País Vasco, Cataluña y Madrid. La Copa de 1935 fue innovadora en casi todo: el sistema de clasificación varió de forma radical y, como posteriormente se haría habitual, los equipos más fuertes entraron en el campeonato después de haberse disputado varias rondas previas de clasificación. A pesar de este nuevo sistema de competición las sorpresas fueron continuas y los equipos de 2.ª División brillaron en la Copa; de este modo, de los cuatro semifinalistas solamente el campeón (Sevilla) era de la máxima categoría (aunque había ascendido el año anterior), mientras el Sabadell, el Levante y el Osasuna competían en la 2.ª.

## Clasificación
Los  campeonatos regionales de 1935 fueron reestructurados haciéndose cinco grandes campeonatos: la Copa Vasca, el Campeonato Catalán, el campeonato Centro-Aragón, el Levante-Sur y el Galaico-Astur (aunque este último separó en dos torneos, uno gallego y otro asturiano); las islas Baleares, las Canarias y el Norte de África tenían sus propias competiciones.
El sistema de clasificación varió significativamente: los equipos campeones y subcampeones pasaban directamente a octavos y el resto de equipos iban entrando según su clasificación en sucesivas rondas clasificatorias. 

### 1.ª y 2.ª Rondas

#### Equipos Clasificados
| Clasificados para 1.ª Ronda |  |                                  |  |                        |  |                     |  |
| --------------------------- |  | -------------------------------- |  | ---------------------- |  | ------------------- |  |
| Copa Vasca                  |  | Club Deportivo Getxo             |  |                        |  |                     |  |
| Campeonato Centro           |  | Agrupación Deportiva Ferroviaria |  |                        |  |                     |  |
| Copa Cataluña               |  | CE Jupiter                       |  | Esport Club Granollers |  |                     |  |
| Campeonato Levante-Sur      |  | Sport La Plana                   |  | Recreativo de Granada  |  | Xerez Fútbol Club   |  |
| Campeonato de Galicia       |  | Deportivo de La Coruña           |  | Racing de Ferrol       |  | Unión Sportiva Vigo |  |

| Baleares     |  | Club Deportivo Constancia |
| Canarias     |  | Club Victoria             |
| Norte África |  | Ceuta Sport               |

#### Resultados
| Equipo local ida      | Equipo visitante ida | Ida                        | Vuelta                     | Suma Total                 | Des.                       |
| --------------------- | -------------------- | -------------------------- | -------------------------- | -------------------------- | -------------------------- |
| 1ª Ronda              |                      |                            |                            |                            |                            |
| CE Jupiter            | CD Getxo             | 4 - 0                      | 1 - 3                      | 5 - 3                      |                            |
| Sport La Plana        | EC Granollers        | 0 - 4                      | 1 - 3                      | 1 - 7                      |                            |
| Rec. Granada          | Xerez FC             | 1 - 1                      | 1 - 1                      | 2 - 2                      | 1 - 4                      |
| Racing Ferrol         | AD Ferroviaria       | Se retiró el Racing Ferrol | Se retiró el Racing Ferrol | Se retiró el Racing Ferrol | Se retiró el Racing Ferrol |
| Deportivo             | US Vigo              | 1 - 0                      | 0 - 2                      | 1 - 2                      | [ 2 ]                      |
| 2ª Ronda              |                      |                            |                            |                            |                            |
| Ceuta Sport           | Club Victoria        | 2 - 0                      | 1 - 2                      | 3 - 2                      |                            |
| AD Ferroviaria        | Deportivo            | 5 - 1                      | 4 - 3                      | 9 - 4                      |                            |
| Xerez FC              | CE Jupiter           | 1 - 1                      | 0 - 1                      | 1 - 2                      |                            |
| CD Constancia de Inca | EC Granollers        | 2 - 2                      | 1 - 3                      | 3 - 5                      |                            |

### 3.ª Ronda
| Clasificados para 3.ª Ronda |  |                    |  |                                   |  |               |  |               |
| --------------------------- |  | ------------------ |  | --------------------------------- |  | ------------- |  | ------------- |
| Copa Vasca                  |  | Arenas de Getxo    |  | Donostia SS                       |  | Barakaldo FC  |  | Unión de Irún |
| Campeonato Centro           |  | Athletic de Madrid |  | Club Deportivo Nacional de Madrid |  | Valladolid FC |  | Zaragoza FC   |
| Copa Cataluña               |  | CD Español         |  | Girona FC                         |  | FC Badalona   |  |               |
| Campeonato Levante-Sur      |  | Hércules CF        |  | Valencia CF                       |  | Betis         |  | Murcia CF     |
|                             |  | CD Malacitano      |  | Gimnástico Valencia               |  | Elche FC      |  |               |
| Campeonato Asturiano        |  | Sporting de Gijón  |  | Stadium Avilesino                 |  |               |  |               |
| Clasificados en 2.ª Ronda   |  | Ceuta Sport        |  | AD Ferroviaria                    |  | CE Jupiter    |  | EC Granollers |

#### Resultados
| Equipo local ida    | Equipo visitante ida | Ida   | Vuelta | Suma Total | Des.  |
| ------------------- | -------------------- | ----- | ------ | ---------- | ----- |
| 3ª Ronda            |                      |       |        |            |       |
| Stadium Avilesino   | Sporting de Gijón    | 2 - 2 | 0 - 3  | 2 - 5      |       |
| AD Ferroviaria      | Valladolid           | 0 - 5 | 1 - 4  | 1 - 9      |       |
| Athletic de Madrid  | CD Nacional          | 3-2   |        |            |       |
| Barakaldo           | Arenas de Getxo      | 3 - 2 | 2 - 4  | 5 - 6      |       |
| Unión Irún          | Donostia             | 2 - 0 | 0 - 2  | 2 - 2      | 3 - 0 |
| Zaragoza            | Júpiter              | 2 - 0 | 3 - 0  | 5 - 0      |       |
| Granollers          | CD Español           | 2 - 4 | 0 - 3  | 2 - 7      |       |
| Girona              | FC Badalona          | 0 - 1 | 2 - 6  | 2 - 7      |       |
| Gimnástico Valencia | Valencia CF          | 2 - 5 | 3 - 9  | 5 - 14     |       |
| Murcia              | Hércules             | 2 - 3 | 0 - 1  | 2 - 4      |       |
| Elche FC            | CD Malacitano        | 5 - 0 |        |            |       |
| Betis               | Ceuta Sport          | 3 - 0 |        |            |       |
| 4ª Ronda            |                      |       |        |            |       |
| Sporting de Gijón   | Valladolid           | 2 - 1 |        |            |       |
| Arenas De Getxo     | Athletic de Madrid   | 0 - 3 | 1 - 3  | 1 - 6      |       |
| Zaragoza            | Unión de Irún        | 2 - 0 | 2 - 1  | 4 - 1      |       |
| FC Badalona         | CD Español           | 5 - 2 |        |            |       |
| Valencia CF         | Hércules             | 3 - 1 | 1 - 2  | 4 - 3      |       |
| Betis               | Elche                | 5 - 0 |        |            |       |

## Rondas finales
| Clasificados para octavos de final |  |                   |  |                     |  |          |  |             |
| ---------------------------------- |  | ----------------- |  | ------------------- |  | -------- |  | ----------- |
| Copa Vasca                         |  | Athletic Club     |  | Atlético Osasuna    |  |          |  |             |
| Campeonato Centro                  |  | Madrid FC         |  | Racing de Santander |  |          |  |             |
| Copa Cataluña                      |  | FC Barcelona      |  | CE Sabadell FC      |  |          |  |             |
| Campeonato Levante-Sur             |  | Levante FC        |  | Sevilla FC          |  |          |  |             |
| Campeonato Gallego                 |  | Celta de Vigo     |  |                     |  |          |  |             |
| Campeonato Asturiano               |  | Oviedo            |  |                     |  |          |  |             |
| Clasificados en 4.ª Ronda          |  | Sporting de Gijón |  | Athletic de Madrid  |  | Zaragoza |  | FC Badalona |
|                                    |  | Valencia CF       |  | Betis               |  |          |  |             |

|  | Octavos de final       | Octavos de final       | Octavos de final       |                    |   | Cuartos de final        | Cuartos de final        | Cuartos de final        |  |  | Semifinales              | Semifinales              | Semifinales              |  |  | Final       | Final       | Final       |
|  | 8 de mayo - 15 de mayo | 8 de mayo - 15 de mayo | 8 de mayo - 15 de mayo |                    |   | 22 de mayo - 29 de mayo | 22 de mayo - 29 de mayo | 22 de mayo - 29 de mayo |  |  | 5 de junio - 12 de junio | 5 de junio - 12 de junio | 5 de junio - 12 de junio |  |  | 30 de junio | 30 de junio | 30 de junio |
|  |                        |                        |                        |                    |   |                         |                         |                         |  |  |                          |                          |                          |  |  |             |             |             |
|  |                        |                        |                        |                    |   |                         |                         |                         |  |  |                          |                          |                          |  |  |             |             |             |
|  |                        |                        |                        |                    |   |                         |                         |                         |  |  |                          |                          |                          |  |  |             |             |             |
|  | Sporting de Gijón      | 1                      | 2                      |                    |   |                         |                         |                         |  |  |                          |                          |                          |  |  |             |             |             |
|  | Sporting de Gijón      | 1                      | 2                      |                    |   |                         |                         |                         |  |  |                          |                          |                          |  |  |             |             |             |
|  | FC Barcelona           | 2                      | 5                      |                    |   |                         |                         |                         |  |  |                          |                          |                          |  |  |             |             |             |
|  | FC Barcelona           | 2                      | 5                      | FC Barcelona       | 2 | 1                       |                         |                         |  |  |                          |                          |                          |  |  |             |             |             |
|  |                        |                        |                        |                    | 2 | 1                       |                         |                         |  |  |                          |                          |                          |  |  |             |             |             |
|  |                        | Levante FC             | 2                      | 1                  |   |                         |                         |                         |  |  |                          |                          |                          |  |  |             |             |             |
|  | Levante FC             | Levante FC             | 2                      | 1                  | 4 | 1                       |                         |                         |  |  |                          |                          |                          |  |  |             |             |             |
|  | Levante FC             |                        |                        |                    | 4 | 1                       |                         |                         |  |  |                          |                          |                          |  |  |             |             |             |
|  | Valencia CF            | 1                      | 1                      |                    |   |                         |                         |                         |  |  |                          |                          |                          |  |  |             |             |             |
|  | Valencia CF            | 1                      | 1                      | Levante FC         | 1 | 0                       |                         |                         |  |  |                          |                          |                          |  |  |             |             |             |
|  |                        |                        |                        |                    | 1 | 0                       |                         |                         |  |  |                          |                          |                          |  |  |             |             |             |
|  |                        | CE Sabadell FC         | 2                      | 2                  |   |                         |                         |                         |  |  |                          |                          |                          |  |  |             |             |             |
|  | Athletic de Bilbao     | CE Sabadell FC         | 2                      | 2                  | 1 | 1                       |                         |                         |  |  |                          |                          |                          |  |  |             |             |             |
|  | Athletic de Bilbao     |                        |                        |                    | 1 | 1                       |                         |                         |  |  |                          |                          |                          |  |  |             |             |             |
|  | Betis                  | 2                      | 3                      |                    |   |                         |                         |                         |  |  |                          |                          |                          |  |  |             |             |             |
|  | Betis                  | 2                      | 3                      | Betis              | 1 | 0                       |                         |                         |  |  |                          |                          |                          |  |  |             |             |             |
|  |                        |                        |                        |                    | 1 | 0                       |                         |                         |  |  |                          |                          |                          |  |  |             |             |             |
|  |                        | CE Sabadell FC         | 1                      | 2                  |   |                         |                         |                         |  |  |                          |                          |                          |  |  |             |             |             |
|  | Celta de Vigo          | CE Sabadell FC         | 1                      | 2                  | 4 | 0                       |                         |                         |  |  |                          |                          |                          |  |  |             |             |             |
|  | Celta de Vigo          |                        |                        |                    | 4 | 0                       |                         |                         |  |  |                          |                          |                          |  |  |             |             |             |
|  | CE Sabadell FC         | 3                      | 5                      |                    |   |                         |                         |                         |  |  |                          |                          |                          |  |  |             |             |             |
|  | CE Sabadell FC         | 3                      | 5                      | CE Sabadell FC     | 0 |                         |                         |                         |  |  |                          |                          |                          |  |  |             |             |             |
|  |                        |                        |                        |                    | 0 |                         |                         |                         |  |  |                          |                          |                          |  |  |             |             |             |
|  |                        | Sevilla FC             | 3                      |                    |   |                         |                         |                         |  |  |                          |                          |                          |  |  |             |             |             |
|  | Athletic de Madrid     | Sevilla FC             | 3                      | 4                  | 1 |                         |                         |                         |  |  |                          |                          |                          |  |  |             |             |             |
|  | Athletic de Madrid     |                        |                        |                    | 1 |                         |                         |                         |  |  |                          |                          |                          |  |  |             |             |             |
|  | Racing de Santander    | 3                      | 2                      |                    |   |                         |                         |                         |  |  |                          |                          |                          |  |  |             |             |             |
|  | Racing de Santander    | 3                      | 2                      | Athletic de Madrid | 2 | 2                       |                         |                         |  |  |                          |                          |                          |  |  |             |             |             |
|  |                        |                        |                        |                    | 2 | 2                       |                         |                         |  |  |                          |                          |                          |  |  |             |             |             |
|  |                        | Sevilla FC             | 2                      | 3                  |   |                         |                         |                         |  |  |                          |                          |                          |  |  |             |             |             |
|  | Sevilla FC             | Sevilla FC             | 2                      | 3                  | 1 | 0                       |                         |                         |  |  |                          |                          |                          |  |  |             |             |             |
|  | Sevilla FC             |                        |                        |                    | 1 | 0                       |                         |                         |  |  |                          |                          |                          |  |  |             |             |             |
|  | Madrid FC              | 0                      | 0                      |                    |   |                         |                         |                         |  |  |                          |                          |                          |  |  |             |             |             |
|  | Madrid FC              | 0                      | 0                      | Sevilla FC         | 4 | 1                       |                         |                         |  |  |                          |                          |                          |  |  |             |             |             |
|  |                        |                        |                        |                    | 4 | 1                       |                         |                         |  |  |                          |                          |                          |  |  |             |             |             |
|  |                        | Atlético Osasuna       | 1                      | 0                  |   |                         |                         |                         |  |  |                          |                          |                          |  |  |             |             |             |
|  | Zaragoza FC            | Atlético Osasuna       | 1                      | 0                  | 2 | 0                       |                         |                         |  |  |                          |                          |                          |  |  |             |             |             |
|  | Zaragoza FC            |                        |                        |                    | 2 | 0                       |                         |                         |  |  |                          |                          |                          |  |  |             |             |             |
|  | Oviedo FC              | 0                      | 1                      |                    |   |                         |                         |                         |  |  |                          |                          |                          |  |  |             |             |             |
|  | Oviedo FC              | 0                      | 1                      | Zaragoza FC        | 1 | 1                       |                         |                         |  |  |                          |                          |                          |  |  |             |             |             |
|  |                        |                        |                        |                    | 1 | 1                       |                         |                         |  |  |                          |                          |                          |  |  |             |             |             |
|  |                        | Atlético Osasuna       | 3                      | 4                  |   |                         |                         |                         |  |  |                          |                          |                          |  |  |             |             |             |
|  | FC Badalona            | Atlético Osasuna       | 3                      | 4                  | 4 | 2                       |                         |                         |  |  |                          |                          |                          |  |  |             |             |             |
|  | FC Badalona            |                        |                        |                    | 4 | 2                       |                         |                         |  |  |                          |                          |                          |  |  |             |             |             |
|  | Atlético Osasuna       | 2                      | 5                      |                    |   |                         |                         |                         |  |  |                          |                          |                          |  |  |             |             |             |

1. ↑  http://hemeroteca-paginas.mundodeportivo.com/EMD02/HEM/1935/04/15/MD19350415-001.pdf
2. ↑  la US Vigo fue descalificada y el Deportivo pasó a la siguiente ronda
3. 1 2 3 4 5 6  eliminatoria a partido único
4. ↑  desempate Zaragoza, 11 Junio 0-3
5. ↑  desempate Madrid, 28 Mayo 2-1

### Final
La final del torneo fue disputada por el CE Sabadell FC y el Sevilla FC. Se disputó a partido único en el Estadio de Chamartín de Madrid el día 30 de junio de 1935. El partido acabó 3 a 0 al final del tiempo reglamentario, por lo que se proclamó al equipo andaluz como campeón por primera vez.
| 1  | PO | Massip        |  |
| 2  | DF | Morral        |  |
| 3  | DF | Blanch        |  |
| 4  | MC | Argemì        |  |
| 5  | MC | Font          |  |
| 6  | MC | Gràcia        |  |
| 7  | DE | Sangüesa      |  |
| 8  | DE | Calvet        |  |
| 9  | DE | Gual          |  |
| 10 | DE | Barceló       |  |
| 11 | DE | Parera        |  |
| DT | DT | Ramón Encinas |  |

| 1  | PO | Eizaguirre  |  |  |
| 2  | DF | Euskalduna  |  |  |
| 3  | DF | Deva        |  |  |
| 4  | MC | Alcázar     |  |  |
| 5  | MC | Segura      |  |  |
| 6  | MC | Fede        |  |  |
| 7  | DE | López       |  |  |
| 8  | DE | Torrontegui |  |  |
| 9  | DE | Campanal I  |  |  |
| 10 | DE | Tache       |  |  |
| 11 | DE | Bracero     |  |  |
| DT | DT | Juan Tena   |  |  |

| Campanal I | 0-1 |
| Bracero    | 0-2 |
| Campanal I | 0-3 |

| Árbitro:        | Pedro Escartín |
| Jueces de línea |                |
|                 |                |
|                 |                |

| 1  | PO | Massip        |  |
| 2  | DF | Morral        |  |
| 3  | DF | Blanch        |  |
| 4  | MC | Argemì        |  |
| 5  | MC | Font          |  |
| 6  | MC | Gràcia        |  |
| 7  | DE | Sangüesa      |  |
| 8  | DE | Calvet        |  |
| 9  | DE | Gual          |  |
| 10 | DE | Barceló       |  |
| 11 | DE | Parera        |  |
| DT | DT | Ramón Encinas |  |

| 1  | PO | Eizaguirre  |  |  |
| 2  | DF | Euskalduna  |  |  |
| 3  | DF | Deva        |  |  |
| 4  | MC | Alcázar     |  |  |
| 5  | MC | Segura      |  |  |
| 6  | MC | Fede        |  |  |
| 7  | DE | López       |  |  |
| 8  | DE | Torrontegui |  |  |
| 9  | DE | Campanal I  |  |  |
| 10 | DE | Tache       |  |  |
| 11 | DE | Bracero     |  |  |
| DT | DT | Juan Tena   |  |  |

| Campanal I | 0-1 |
| Bracero    | 0-2 |
| Campanal I | 0-3 |

| Árbitro:        | Pedro Escartín |
| Jueces de línea |                |
|                 |                |
|                 |                |

|                             |
| Campeón SEVILLA FÚTBOL CLUB |
| Primer título               |

| Predecesor: Copa del Presidente de la República 1934 | Copa del Presidente de la República 1935 | Sucesor: Copa del Presidente de la República 1936 |

- Datos: Q1130614